# Pfarrkirche St. Michael ob der Gurk

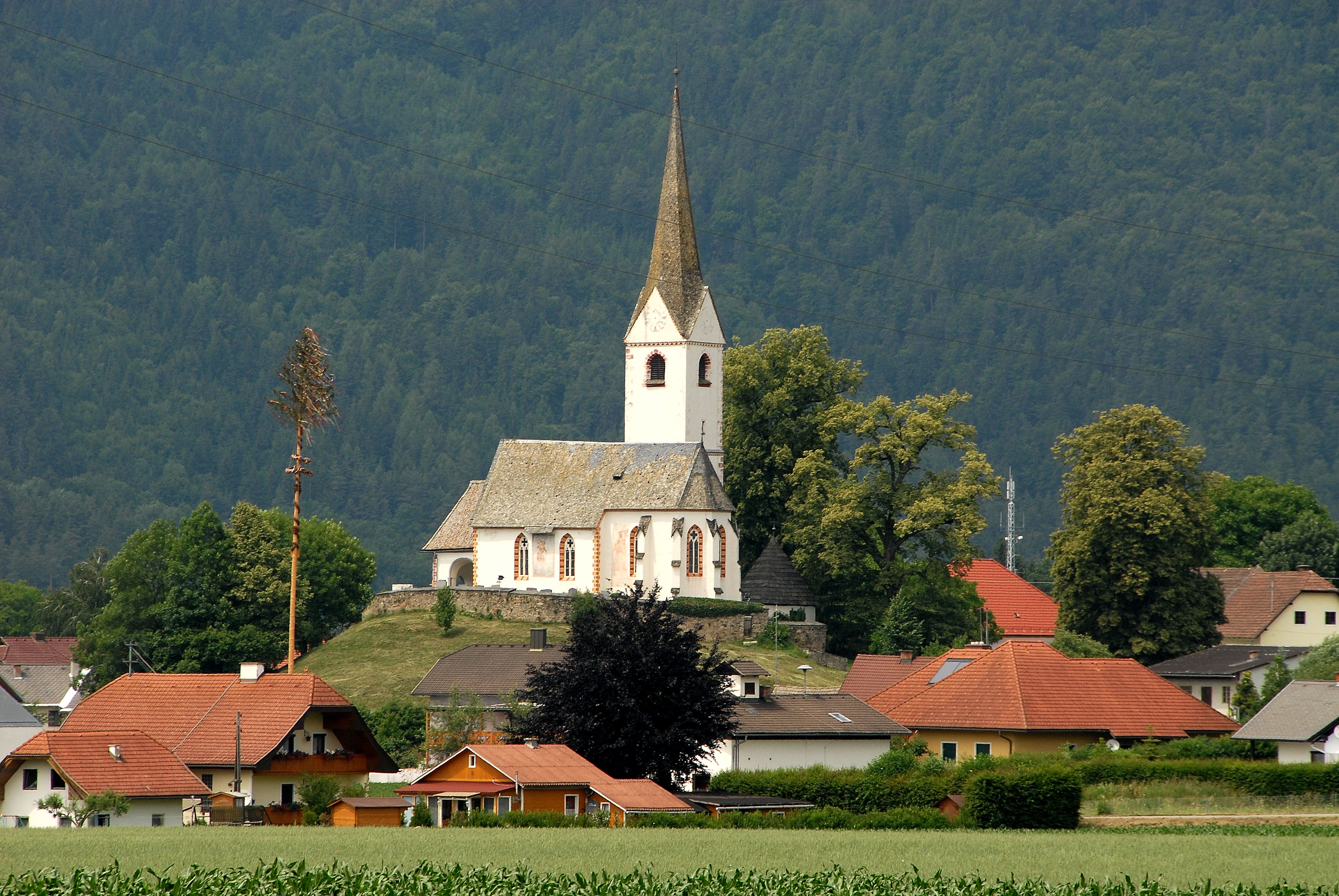
Katholische Pfarrkirche St. Michael ob der Gurk

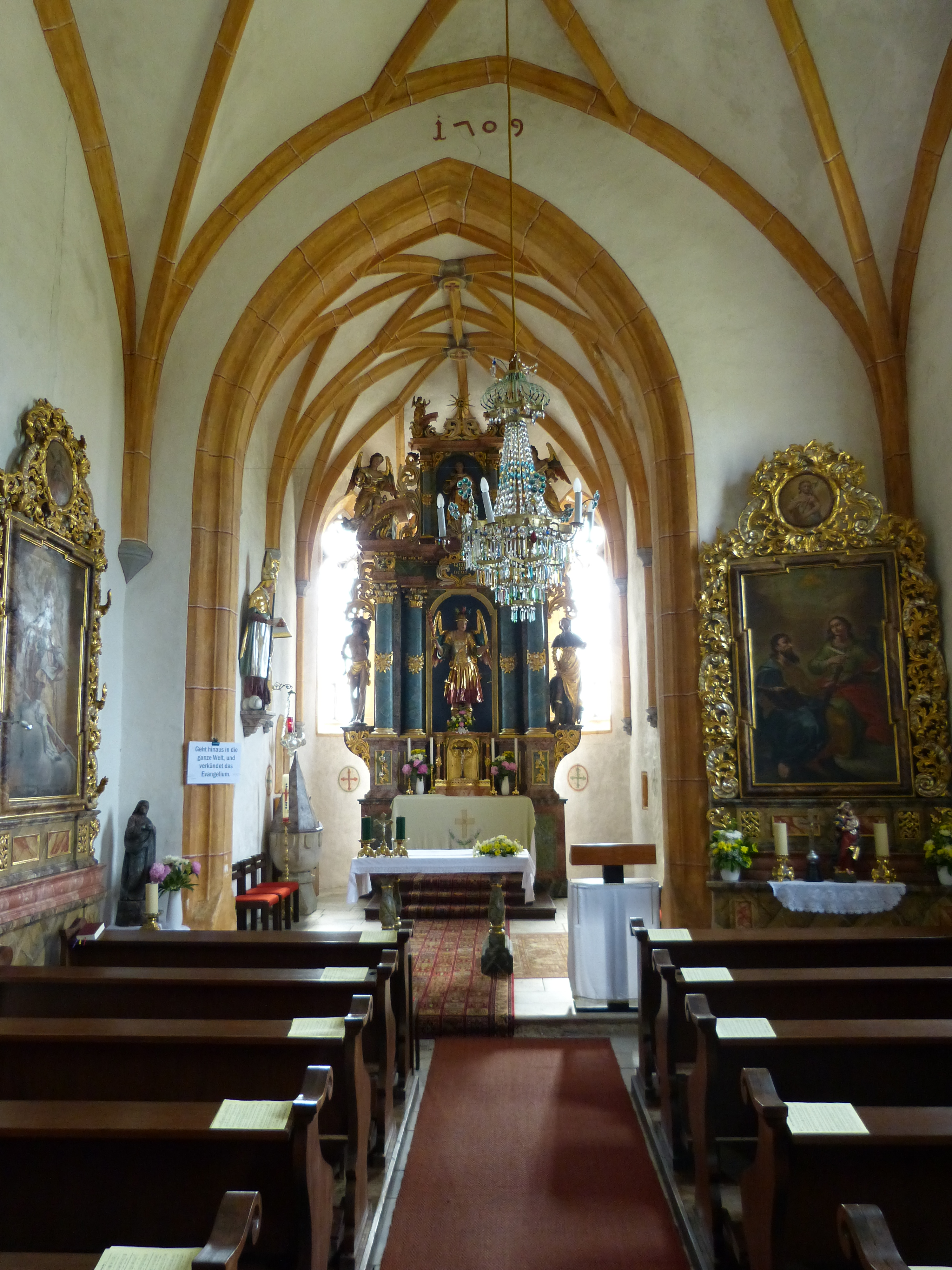
Langhaus, Blick zum Chor

Die römisch-katholische Pfarrkirche St. Michael ob der Gurk steht in erhöhter Lage in der Ortschaft St. Michael ob der Gurk in der Marktgemeinde Poggersdorf im Bezirk Klagenfurt-Land in Kärnten. Die dem Patrozinium des Erzengel Michael unterstellte Kirche gehört zum Dekanat Tainach/Tinje in der Diözese Gurk-Klagenfurt. Die Kirche und die Friedhofsummauerung mit dem Karner stehen unter Denkmalschutz (Listeneintrag).

## Geschichte
1994 wurde die Kirche mit Steinplattln neu gedeckt.

## Architektur
Die Kirche ist von einer Friedhofsmauer umgeben.
Das Kirchenäußere zeigt einen mit Steinplattln gedeckten Kirchenbau mit einem mächtigen Westturm mit spitzbogigen Schallöffnungen und einem Spitzhelm. Der leicht eingezogene, mit dem Langhaus gleich hohe Chor hat einen Fünfachtelschluss und Strebepfeiler. Am Chor und an der Langhaussüdseite gibt es Maßwerkfenster. Westlich steht eine barocke Vorhalle aus der ersten Hälfte des 17. Jahrhunderts. Das gotische Westportal zeigt einen 1627 eingefügten Schlussstein mit dem Wappen des Propstes von Völkermarkt Gentilotti, die Tür hat Bandbeschläge.
Südseitig an der Kirche befindet sich ein spätgotisches Fragment des Bildes hl. Christophorus.
Das Kircheninnere zeigt ein zweijochiges Langhaus mit einem zarten spätgotischen Rippengewölbe mit Schlusssteinen aus dem Anfang des 16. Jahrhunderts. Die barocke Westempore steht auf toskanischen Säulen. Der zweijochige Chor mit einem Fünfachtelschluss hat ein Kreuzrippengewölbe auf Absenkern.

## Einrichtung
Der Hochaltar als schwerer Vier-Säulen-Altar trägt die Mittelfigur Erzengel Michael und seitlich Figuren der Heiligen Sebastian und Rochus und im Aufsatz Stephanus. Die Seitenaltäre als Wandaltäre aus der ersten Hälfte des 18. Jahrhunderts zeigen Laub- und Bandlwerkdekor, der linke Seitenaltar zeigt das Bild der Heiligen Paulus und Johannes Evangelist, der rechte Seitenaltar zeigt das Bild hl. Urban.

## Karner
Der Karner nordöstlich der Kirche an der Friedhofsmauer. Der im Kern romanische Rundbau trägt ein schindelgedecktes Kegeldach. Die Fenster sind erneuert. Das Karnerinnere hat eine Flachdecke. Unter dem Altarraum befindet sich eine Gruft.